# Sóng tình
Sóng tình là một bộ phim tình cảm - tâm lý xã hội do Đinh Xuân Hòa và Yu Yong Shin đạo diễn, ra mắt năm 1972.

## Nội dung

### Giới thiệu về nội dung
Truyện phim là mối tình đầy ngang trái của một đôi trai tài gái sắc, do hoàn cảnh trớ trêu phải xa nhau trong đau khổ âm thầm...

### Nội dung phim
Một cặp trai tài gái sắc yêu nhau tha thiết là Duy Mẫn và Mỹ Linh. Lúc đó, Mỹ Linh bị bố cô là ông Hưng ép phải kết hôn với con nhà giàu Tuấn Anh. Theo lời nói của mẹ Tuấn Anh, tình cảm thông gia của bố anh và ông Hưng, và sự giúp đỡ của gia đình mình sẽ khiến cuộc hôn nhân của anh ta được thành đạt. Thu Sương, em gái Tuấn Anh, rất xinh đẹp nhưng lại ngang bướng. Sau đó, Mỹ Linh quyết định làm dâu của Tuấn Anh khi biết được Mẫn lén qua lại với người đàn bà khác, đó là một cô gái trẻ tên Quyên. Cuộc hôn nhân bắt đầu với nhiều sóng gió, cũng là lúc Mỹ Linh hạ sanh một đứa bé gái kháu khỉnh tên Kiều Mỹ. Và rồi, cuộc đời cô đã thay đổi khi Tuấn Anh qua đời vì bệnh nặng và gia sản tiêu tan. Thu Sương lao vào con đường tội lỗi sa đoạ, đối xử tệ bạc với Mỹ Linh và bị mẹ đuổi ra khỏi nhà. Từ đó, Mỹ Linh lâm vào cuộc sống người goá chồng khổ cực. 10 năm sau, Kiều Mỹ lớn lên, được Duy Mẫn quý mến hết mực và được đi nhiều nơi mà mình thích. Nhưng đến khi về, bé bị Mỹ Linh ngăn cản đừng lén qua lại với Duy Mẫn. Việc đó đã khiến Kiều Mỹ hối hận. Bỗng nhiên, bé đã sững sờ khi nghe bà nội tiết lộ sự thật là Duy Mẫn là bố của bé.
Nhiều khi gặp lại Duy Mẫn, Mỹ Linh vẫn không tha thứ cho anh ấy. Nhưng đến cuối cùng, Duy Mẫn bất chợt trở về khiến cho Mỹ Linh ân hận và xin anh ấy tha thứ vì những lỗi lầm của riêng mình. Từ đó, gia đình của cô sống hạnh phúc trọn đời.

## Diễn viên
- Thẩm Thúy Hằng
- Wen Tao
- Chiu Horn
- Bạch Lan Thanh
- Bà Năm Sa Đéc
- Nguyễn Anh Tuấn
- Kiều Hạnh
- Tuyết Nhung
- Bé Thanh Thanh Tâm
- Thái Anh
- Nhật Uyển
- Kim Hoàng
- Bác sĩ Trương Ngọc Hơn

## Ê-kíp
- Giám đốc thương mại: Đặng Khánh Nguyên
- Thư ký trường quay: Ngọc Lan, Văn Quan
- Ánh sáng: Văn Hưng

## Nhạc phim
- Tình phụ[1]

Sáng tác: Đỗ Lễ
Trình bày: Carol Kim